# Marco Rojas
Marco Rodrigo Rojas (ur. 5 listopada 1991 w Hamilton) – nowozelandzki piłkarz pochodzenia chilijskiego występujący na pozycji pomocnika. Zawodnik klubu SC Heerenveen.

## Kariera klubowa
Rojas karierę rozpoczynał w 2008 w zespole Waikato FC z ASB Premiership. Spędził tam rok. W 2009 odszedł do Waikato FC, grającego w australijskiej lidze A-League. W Wellington Phoenix zadebiutował 13 września 2009 w zremisowanym 1:1 pojedynku z Melbourne Victory. 18 grudnia 2010 w wygranym 2:0 spotkaniu z Newcastle United Jets strzelił pierwszego gola w A-League. W Wellington grał przez dwa lata. 18 lutego 2011 otrzymał nagrodę NAB Young Footballer of the Year.
W 2011 Rojas odszedł do Melbourne Victory, także grającego w A-League. Pierwszy ligowy mecz zaliczył tam 8 października 2011 przeciwko Sydney FC (0:0). Na koniec sezonu 2012-13 Rojas otrzymał nagrody: NAB Young Footballer of the Year i Johnny Warren Medal.
W 2013 przeszedł do niemieckiego VfB Stuttgart. 10 lipca 2013 debiutował w towarzyskim meczu przeciwko lokalnemu klubowi z Crailsheim, gdzie strzelił dla VfB swoją pierwszą bramkę.
21 sierpnia 2014 Rojas został wypożyczony do SpVgg Greuther Fürth.
3 stycznia 2015 został wypożyczony do FC Thun na sezon 2014-15. Pierwszego gola dla FC Thun strzelił 8 lutego 2015 w meczu przeciwko FC Aarau. 12 czerwca 2015 umowa na wypożyczenie zostaje przedłużona na sezon 2015-16. W sezonie 2016/2017 grał w Melbourne Victory, a latem 2017 przeszedł do SC Heerenveen.

## Kariera reprezentacyjna
W 2011 Rojas znalazł się w drużynie U-20 na Mistrzostwa Świata U-20, zakończone przez Nową Zelandię na fazie grupowej. W pierwszej reprezentacji Nowej Zelandii zadebiutował 25 marca 2011 roku w zremisowanym 1:1 towarzyskim pojedynku z Chinami.
W 2012 został powołany do kadry na Puchar Narodów Oceanii. Zagrał na nim w meczach z Fidżi (1:0), Nową Kaledonią (0:2), a także Wyspami Salomona w fazie grupowej (1:1) oraz w spotkaniu o 3. miejsce (4:3). Tamten turniej Nowa Zelandia zakończyła na 3. miejscu.
Rojas znalazł się w zespole Nowej Zelandii U-23 na Letnie Igrzyska Olimpijskie 2012.